# Kenny Elders
Kenny Christianus Penihas Elders (Boxmeer, 1 februari 1995) is een Nederlands voormalig voetballer die doorgaans als linksback speelde voor N.E.C., Achilles '29, FC Lienden en VV DUNO. 

## Carrière
Elders doorliep de jeugdopleiding van N.E.C. en werd in 2014 toegevoegd aan de selectie van de hoofdmacht, maar debuteerde hier niet. In 2015 vertrok hij naar Achilles '29 waarvoor hij op 7 augustus 2015 zijn debuut in de basis maakte in een gewonnen thuiswedstrijd tegen Jong Ajax (2-1). Na de degradatie van Achilles '29 in 2017 verliet hij de club en ging naar FC Lienden. Eind 2018 verliet hij Lienden toen het team zich vanwege financiële redenen zou terugtrekken en stopte hij met voetbal. Begin 2020 maakte hij zijn rentree en sloot aan bij hoofdklasser VV DUNO, daar stopte hij medio 2021. 
Hij begon in 2020 een sportschool en werd personal trainer.

## Statistieken
| Seizoen                    | Club           | Land           | Competitie     | Competitie | Competitie | Beker | Beker | Totaal | Totaal |
| Seizoen                    | Club           | Land           | Competitie     | Wed.       | Dlp.       | Wed.  | Dlp.  | Wed.   | Dlp.   |
| -------------------------- | -------------- | -------------- | -------------- | ---------- | ---------- | ----- | ----- | ------ | ------ |
| 2014/15                    | N.E.C.         | Nederland      | Eerste divisie | 0          | 0          | 0     | 0     | 0      | 0      |
| 2015/16                    | Achilles '29   | Nederland      | Eerste divisie | 14         | 0          | 2     | 0     | 16     | 0      |
| 2016/17                    | Achilles '29   | Nederland      | Eerste divisie | 23         | 0          | 1     | 0     | 24     | 0      |
| Carrièretotaal             | Carrièretotaal | Carrièretotaal | Carrièretotaal | 37         | 0          | 3     | 0     | 40     | 0      |
| Bijgewerkt op 27 juni 2017 |                |                |                |            |            |       |       |        |        |